# Kawamura Genki
Kawamura Genki (川村元気 sinh ngày 12 tháng 3 năm 1979) là một nhà làm phim, tiểu thuyết gia, nhà biên kịch và đạo diễn phim người Nhật, xuất thân từ thủ phủ Yokohama của tỉnh Kanagawa.

## Đầu đời và sự nghiệp
Sau khi rời khoa Nghệ thuật từ Đại học Nihon, Kawamura làm trợ lý đạo diễn tại Nikkatsu. Ở tuổi lên ba, bộ phim đầu tiên ông xem là E.T. Sinh vật ngoài hành tinh của Steven Spielberg. Kawamura có đam mê trở thành nhà làm phim sau khi xem phiên bản kỉ kiệm 20 năm phát hành của bộ phim trên. Về thời gian còn là đứa trẻ ba tuổi, ông bắt đầu tập đọc Kinh Thánh vì mẹ ông là một người Kitô hữu. Khi học tiểu học, ông thường xem phim cùng cha mình mỗi thứ Bảy và Chủ Nhật, vài năm trước đó không đến nhà trẻ.
Sau khi tốt nghiệp đại học, Kawamura gia nhập Toho vào năm 2001. Trong thời gian đầu làm việc tại công ty, ông làm nhân viên bán vé cho một nhà hát ở Osaka. Năm 2010, Genki được chọn trong hạng mục "Next Gen Asia 2010" (Thế hệ mới châu Á) của tạp chí The Hollywood Reporter.
Năm 2012, khởi đầu vai trò tiểu thuyết gia với tiểu thuyết Thế gian này, nếu chẳng còn Mèo, sau này được xuất bản tiếng Việt bởi IPM vào năm 2016. Năm 2013, ông cho ra cuốn sách Tiny Fuseninu Monogatari đồng tác giả với Kenjiro Sano. Tác phẩm sau này được chuyển thể thành phim truyền hình lấy nhan đề là "Fuuseninu Tiny" chiếu trên đài NHK. Năm 2014, sáng tác cuốn tiểu thuyết thứ hai "Million Dollar Man" và cuốn sách ảnh "Moom", được xuất bản trên tạp chí BRUTUS.
Năm 2016, Nếu thế gian này, chẳng còn Mèo được dựng thành phim live-action (do Nagai Akira đạo diễn) và cuốn sách ảnh "Moom", được dựng thành phim hoạt hình 3D bởi Robert Kondo và Dice Tsutsumi, hai đạo diễn từ bộ phim ngắn xuất sắc The Dam Keeper. Cùng năm, Kawamura tham gia sản xuất bộ phim anime ăn khách Your Name – Tên cậu là gì? của Shinkai Makoto. Sau sự thành công của bộ phim, Kawamura được trao giải cho hạng mục Phim hoạt hình hay nhất bởi Hiệp hội phê bình phim Los Angeles và nhận một giải tại hạng mục tương tự ở liên hoan phim Sitges lần thứ 49.
Năm 2017, ông chỉ đạo một video âm nhạc dựa trên bài hát "Something Just Like This" của The Chainsmokers và Coldplay, có sự góp mặt của diễn viên người mẫu Komatsu Nana. Năm 2018, Kawamura phụ trách biên soạn kịch bản cho bộ phim điện ảnh Doraemon: Nobita và đảo giấu vàng, đồng thời ra mắt sự nghiệp nhà biên kịch. Cùng năm, ông ra mắt sự nghiệp đạo diễn trong việc làm bộ phim ngắn đầu tiên là Duality, sản xuất cùng Masahiko Sato.
Năm 2019, ông tham gia sản xuất bộ phim Đứa con của thời tiết cùng đạo diễn Shinkai Makoto. Năm 2020, Kawamura viết kịch bản cho Doraemon: Nobita và những bạn khủng long mới, bộ phim kỷ niệm 50 năm sáng tác Doraemon.